# París-Roubaix 1899
La París-Roubaix 1899 fou la 4a edició de la París-Roubaix. La cursa es disputà el 2 d'abril de 1899 i fou guanyada pel francès Albert Champion, que s'imposà en solitari a la meta de Roubaix.

## Classificació final
|    | Ciclista          | Equip | Temps        |
| -- | ----------------- | ----- | ------------ |
| 1  | Albert Champion   | -     | 8h 22' 52"   |
| 2  | Paul Bor          | -     | + 23' 21"    |
| 3  | Ambroise Garin    | -     | + 23' 25"    |
| 4  | Pierre Chevallier | -     | + 54' 10"    |
| 5  | Eugène Jay        | -     | + 1h 52' 08" |
| 6  | Marcel Kerff      | -     | + 1h 57' 38" |
| 7  | Lucien Itsweire   | -     | + 1h 58' 11" |
| 8  | Jules Dubois      | -     | + 2h 00' 54" |
| 9  | L. Delattre       | -     | + 2h 39' 08" |
| 10 | Jean Fischer      | -     | + 3h 20' 20" |